# Clint Irwin
Clint Irwin est un joueur américain de soccer né le 1er avril 1989 à Charlotte en Caroline du Nord. Il évolue au poste de gardien de but à Minnesota United en MLS.

## Biographie
Irwin commence sa carrière professionnelle en Ligue canadienne de soccer avec le Capital City FC en 2011. La saison suivante, il retrouve sa ville natale et rejoint les Eagles de Charlotte en USL Pro.
Mis à l'essai par les Rapids du Colorado lors de la préparation de la saison 2013, il signe un contrat avec la ligue le 21 février 2013.
Il dispute 88 matchs en MLS avec les Rapids du Colorado, en trois saisons. Il rejoint ensuite en 2016 le club du Toronto FC, toujours en MLS. 
Le 10 novembre 2022, au terme de la saison, les Rapids du Colorado annoncent que son contrat n'est pas renouvelé. Quelques semaines plus tard, le 6 décembre, il signe en faveur de Minnesota United en tant qu'agent libre.

## Palmarès
Toronto FC
- Vainqueur du Championnat canadien en 2016, 2017 et 2018.
- Vainqueur de la Coupe MLS en 2017.
- Finaliste de la Coupe MLS en 2016.
- Vainqueur du Supporters' Shield en 2017.